# Calendula arvensis

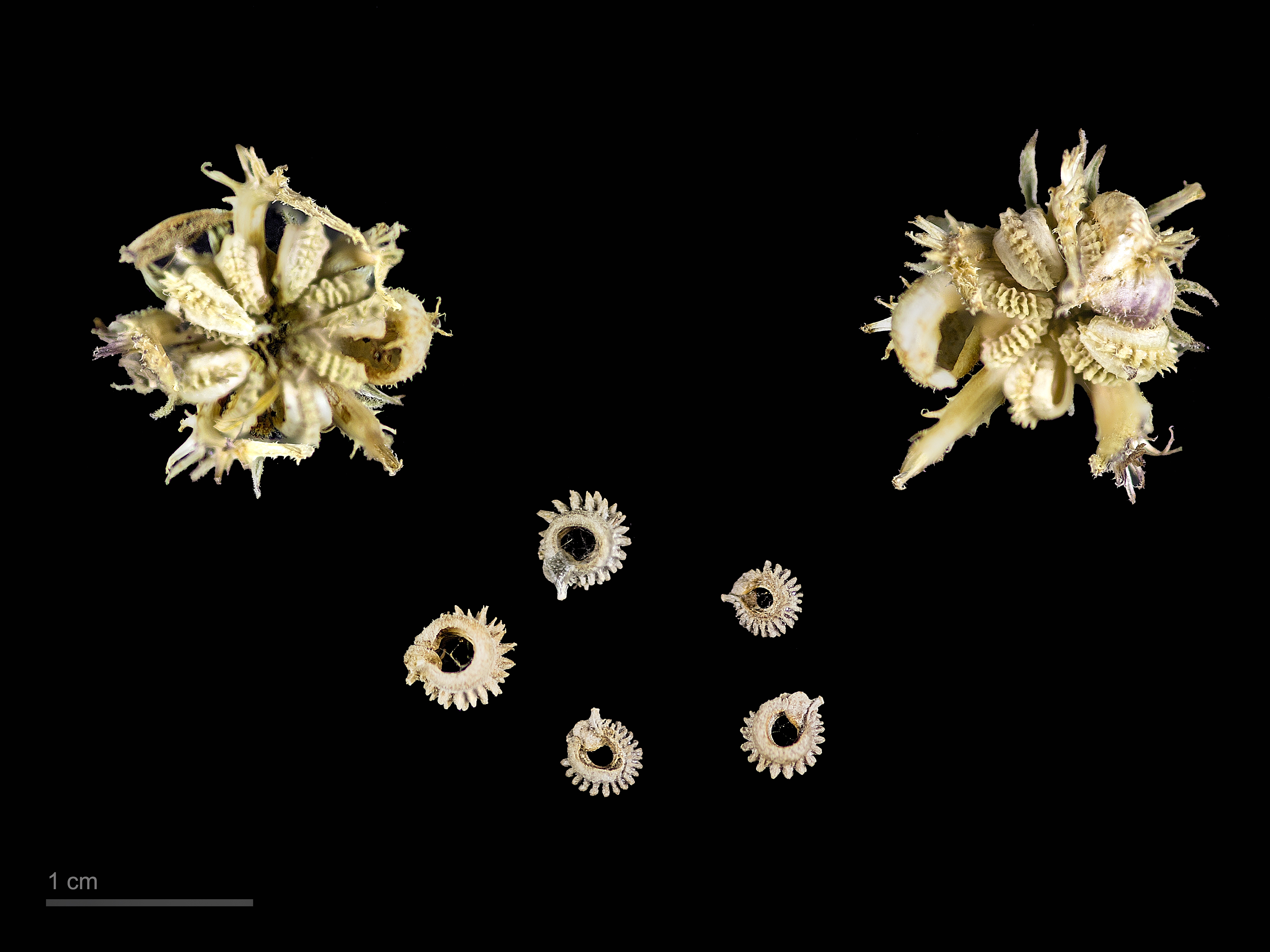
Calendula arvensis - MHNT

Calendula arvensis, comummente conhecida como malmequer-dos-campos, é uma espécie de planta com flor pertencente à família das Asteráceas e ao tipo fisionómico dos terófitos.

## Nomes comuns
Dá ainda pelos seguintes nomes comuns: calêndula (não confundir com a Calendula oficinalis, que consigo partilha este nome), erva-vaqueira (ou simplesmente vaqueira) e belas-noites.
Regionalmente, é conhecida na Madeira como ensaboio.

## Descrição
Trata-se de uma espécie herbácea anual, de indumento pubescente e glanduloso.
No que toca aos caules desta espécie, são de tipo decumbente e ramificado, ascendendo a dimensões que alternam entre os 10 e os 30 centímetros.
Relativamente às folhas, são pouco densas, e apresentam um formato entre o lanceolado e o oblongo-ovado, exibindo, geralmente, orlas dentadas. As folhas podem medir até 6 centímetros e meio de comprimento, sendo que as folhas basais têm  pecíolo curto, ao passo que as folhas do caule são tendencialmente sésseis, se bem que, por vezes, possam ser amplexicaules.
Caracterizam-se pelas flores de cor amarela, que por seu turno exibem lígulas de menos de 10 milímetros. Por fim, os aquénios desta planta situam-se na periferia e podem assumir um formato anelar, curvo ou patente, contando ainda com com um bico e duas asas espinhosas.

## Portugal
Trata-se de uma espécie presente no território português, nomeadamente em Portugal Continental, no Arquipélago dos Açores e no Arquipélago da Madeira.
Em termos de naturalidade é nativa de Portugal Continental e Arquipélago da Madeira e introduzida no arquipélago dos Açores.
Do que toca a Portugal Continental marca presença em todas as zonas do território.
No Arquipélago da Madeira, ocorre na Ilha da Madeira, na Ilha de Porto Santo, nas Selvagens e nas Desertas.
No Arquipélago dos Açores ocorre em todas as ilhas com excepção na Ilha do Corvo.

### Ecologia
Trata-se de uma espécie ruderal e rupícola, que privilegia as courelas agricultadas, veigas, bouças, orlas de caminhos e baldios citadinos. Medra em locais com alguma movimentação e sinais da presença humana.

## Protecção
Não se encontra protegida por legislação portuguesa ou da Comunidade Europeia.

## Taxonomia
A Calendula arvensis foi descrita primeiramente por Sébastien Vaillant sob a designação Caltha arvensis na obra Königl. Akad. Wiss. Paris Phys. Abh., volume 5, página 558, em 1754, tendo sido posteriormente arrolada ao género Calendula por Carlos Lineu, que dela faz menção na publicação Species Plantarum, Editio Secunda 2: 1303–1304. 1763.

### Etimologia
Do que toca ao nome científico:
- O nome genérico, Calendula, provém do étimo latino calendae, que significa «calenda; primeiro dia do mês»[11], aludindo à fotoclínia das suas flores.[12]

- O epíteto específico, arvensis, termo latino que significa "de campos cultivados".[13]

Do que toca ao nome comum «erva-vaqueira», este provém do papel desta planta enquanto erva de pasto, havendo inclusive a crença popular de que esta planta tem propriedades propiciadoras da produção de leite nas vacas. 

### Sinonímia
| - Calendula aegyptiaca Desf. - Calendula aegyptiaca subsp. aegyptiaca Desf. - Calendula aegyptiaca var. ceratosperma (Viv.) Pamp. - Calendula aegyptiaca subsp. ceratosperma (Viv.) Murb. - Calendula aegyptiaca var. crista-galli (Viv.) Bég. & Vacc. - Calendula aegyptiaca var. exalata-longirostris Lanza - Calendula aegyptiaca var. hymenocarpa (DC.) Pamp. - Calendula aegyptiaca var. intermedia (Coss. & Kralik) Pamp. - Calendula aegyptiaca var. microcephala (Kral ex Rchb.) Boiss. - Calendula aegyptiaca var. 'platycarpa (Coss.) Batt. - Calendula aegyptiaca var. suberostris Boiss. - Calendula alata Rech.f. - Calendula bicolor Raf. - Calendula brachyglossa Rupr. ex Bull. - Calendula byzantina DC. - Calendula ceratosperma Viv. - Calendula crista-galli Viv. - Calendula echinata DC. - Calendula gracilis DC. - Calendula karakalensis Vassilcz. - Calendula macroptera Rouy - Calendula macroptera (Rouy) H. J. Cose - Calendula malacitana Boiss. & Reut. - Calendula malvaecarpa Pomel - Calendula micrantha Boiss. & Noë - Calendula micrantha Tineo & Guss. - Calendula parviflora Raf. - Calendula parviflora Boiss. - Calendula persica C.A.Mey. - Calendula persica subsp. gracilis (DC.) Holmboe - Calendula persica var. gracilis (DC.) Boiss. - Calendula platycarpa Coss. - Calendula platycarpa var. malvaecarpa (Pomel) Batt. - Calendula repanda Boiss. & Noë - Calendula sancta L. - Calendula sancta subsp. crista-galli (Viv.) Gallego & Talavera - Calendula sicula DC. - Calendula sinuata Boiss. & Gaill. - Calendula stellata var. hymenocarpa - Calendula stellata var. intermedia Coss. - Calendula subinermis Pomel - Calendula sublanata Rchb.f. - Calendula sylvestris Garsault - Calendula undulata J.Gay ex Gaudin - Caltha arvensis Vaill. - Caltha arvensis (L.) Moench - Caltha graveolens Gilib. |

## Usos

### Etnofarmacologia
As folhas têm propriedades diaforéticas, podendo ser usadas tanto frescas, como secas.
As flores têm propriedades anti-espasmódicas, emenagogas e estimulantes, tendo sido usadas historicamente na ilha da Madeira, na preparação de mezinhas contra a rouquidão. As flores podem ser usadas tanto frescas, como secas. Com as pétalas pode ser feito chá, com propriedades tónicas para a circulação do sangue, o qual pode ajudar no tratamento das varizes.
O caule, quando esmagado, foi usado historicamente na preparação de unguentos para remover verrugas.
Esta espécie partilha de algumas das propriedades terapêuticas da  Calendula officinalis, denominadamente no que toca à cicatrização de feridas cutâneas, tratamento de varizes, picadas, entorses e dores nos olhos.
Também lhe são reputadas propriedades terapêuticas no combate de febres e infecções crónicas.
A planta inteira, com particular destaque para as folhas e flores, contém reconhecidas propriedades antissépticas, aperientes, adstringentes, colagogas, emenagogas e estimulantes.

### Culinária
Os rebentos e as folhas desta planta podem ser consumidos crus ou cozinhados. As folhas são ricas em vitaminas, assemelhando-se no seu valor nutricional às folhas do dente-de-leão.

Os botões da flor, antes de desabrocharem, podem ser conservados em vinagre e consumidos como pickles.